# کوتو (ساز)
کوتو به ژاپنی: 箏 یک ساز زهی سنتی ژاپن است که برگرفته از ژنگ چینی و همانند یاتگای مغولی، دان تران ویتنامی و کایاگوم کره ای است.
کوتو ۱۸۰ سانتیمتر طول و ۱۳ سیم (زه) دارد که هر یک بر روی پایه‌های متحرکی قرار گرفته‌اند؛ برخی از کوتوها ۱۷ سیم دارند. کوتو از چوب پالونیای شهبانو ساخته شده‌است و برای نواختن آن از سه انگشت شست، اشاره و وسط استفاده می‌شود.